# Albert Pinot
Albert Pinot (Sint-Gillis (Brussel), 1875 – Elsene (Brussel), 1962) was een Belgisch postimpressionistische kunstschilder, aquarellist en tekenaar.

## Biografische gegevens
Hij was geboren uit een Franse vader en een Brusselse moeder. Hij was in de periode 1890-1899 een leerling van de neo-classicist Joseph Stallaert aan de Academie voor Schone Kunsten in Brussel Hij verbleef vaak te Oostende en schilderde ook langs de Seine en de Oise. Hij had vanaf 1919 een atelier in Parijs, maar vestigde zich definitief in Brussel in 1934. Hij maakte talrijke reizen doorheen Europa (Denemarken, Noorwegen, Frankrijk) en ook naar Turkije.
Hij werd in 1897 een lid van de kunstvereniging Le Sillon. Vanaf 1944 werd hij voorzitter van de Brusselse kunstkring Société Royale Belge des Aquarellistes.
Hij schilderde op virtuoze wijze portretten, interieurs, marines en stillevens in een postimpressionistische stijl. Zijn toets werd lichter, meer luministisch. Dit bracht zijn werk zelfs in de buurt van de debuutwerken van de toekomstige Brabantse fauvisten.
Hij was bevriend met veel kunstenaars waaronder Anna Boch, Alfred Bastien, Frans Smeers en Maurice Wagemans.

## Tentoonstellingen
- 1909. Brussel, Salle Studio (groepstentoonstelling)
- 1914. Brussel, Galerie Georges Giroux (individueel)
- 1935. Brussel, Cercle Artistique (groepstentoonstelling)
- Deelname aan de tentoonstellingen van "Le Sillon"

## Musea
- Brussel, Museum van Elsene
- Brussel, Koninklijke Musea voor Schone Kunsten van België
- Verzameling Belgische Staat
- Verzameling Provincie Brabant

- Gemeinsame Normdatei: 174258038
- International Standard Name Identifier: 0000 0000 6708 3796
- Library of Congress Control Number: n85154448
- RKD-Nederlands Instituut voor Kunstgeschiedenis: 89610
- Système universitaire de documentation: 182647536
- Union List of Artist Names: 500102032
- Virtual International Authority File: 70365582
- WorldCat: E39PBJrrwTmyVQJgkrCjJMP4v3